# Rheome
Rheome é um género botânico pertencente à família Iridaceae.